# Pasqual Calbó Caldés

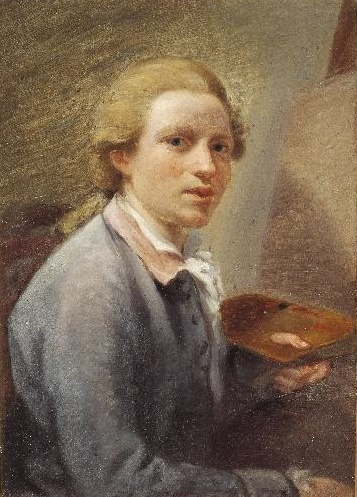
Autorretrato, óleo sobre metal, 26 x 19 cm, Mahón, Museo de Menorca.

Pasqual Calbó Caldés (Mahón, 24 de octubre de 1752-Mahón, 12 de abril de 1817) fue un pintor del siglo XVIII que encontró en Menorca el lugar idóneo para desarrollar su inteligencia, sensibilidad y creatividad, ya que la isla disponía de una gran riqueza cultural propiciada por la invasión inglesa. Calbó escribe sin dificultad alguna en catalán, italiano y francés, y se defiende con soltura en alemán, inglés y castellano, a la par que aprende rápidamente a utilizar el mar como vía de comunicación, cosa que le permite trabajar en Viena, estudiar en Roma y viajar a lugares como el Caribe. Tras recorrer mundo, vuelve a Menorca a la edad de 28 años, con dificultades para desarrollar sus capacidades artísticas. Por este motivo, se establece definitivamente en Mahón.
Era un incondicional de Menorca, y este aspecto le hizo renunciar a ambiciones económicas con el fin de quedarse en la isla tras viajar durante su juventud. Las circunstancias de su vida le obligan a tener que cambiar de su profesión de pintor a dedicarse a la docencia impartiendo clases de geometría, diseño, arquitectura y física. Recordado por sus coetáneos pero olvidado por la sociedad al poco tiempo de su muerte.

## Familia y juventud
Pascual era el más pequeño de los cuatro hijos del matrimonio Calbó-Caldés. Sus hermanos Juan, Vicenta y Antonia, nacieron en los años 1744, 1747 y 1749 respectivamente. No se conoce exactamente la fecha de su boda, pero se sabe que su padre era de origen aragonés y se dedicaba a negocios relacionados con la actividad marítima, actividad que seguiría su hijo mayor Juan, y su madre, Anna María Caldés Orfila, nacida en el año 1723, era menorquina.
La familia Calbó vivía en la calle de s’Arravaleta, en el número 15 (en la actualidad, número 27). Sin demasiados medios económicos, la familia pudo permitirse que su hijo, además de asistir a la escuela para aprender la educación básica de la época, tuviera la oportunidad de frecuentar las academias de dibujo y pintura que el célebre italiano Giuseppe Chiesa había abierto en Mahón. De esta forma, desde muy joven, Calbó se inició en el campo de la pintura donde muy pronto destacaría por su destreza y buen hacer entre los demás alumnos, hasta el punto que el propio Chiesa recomendó a sus padres que lo dejaran marchar a Italia para desarrollar su talento artístico.

## Calbó y Menorca
Calbó vuelve a Mahón, donde nació, a sus 28 años. En aquellos años, la isla continuaba ocupada por los ingleses, y su viejo maestro, que le había incitado a desarrollar su talento, aún estaba vivo. 
Durante los 7 años que estuvo en Mahón, antes de emprender otro viaje, se dedicó a la enseñanza y pintó muy intensamente, sobre todo retratos, de entre los cuales es importante mencionar los que realizó de su familia y del conde de Cifuentes, encargado por la Universidad de Mahón el año 1783. 

## Viaje a América y retorno a Menorca

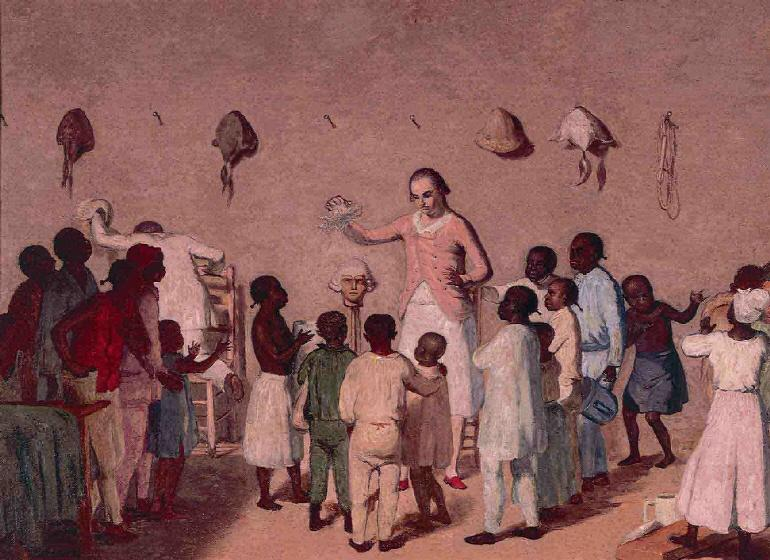
El vendedor de pelucas en Santo Domingo, óleo sobre cobre, 36 x 46 cm, Museo de Menorca.

El verano de 1787, Pascual Calbó se instala en América[¿dónde?] estableciéndose como paisajista. En sus primeros días, tras sacar algunos dibujos de las fortificaciones y de la ciudad, fue detenido y tomado por espía, siendo así conducido ante la presencia del gobernador, quien decretó su arresto inmediato. Liberado dos días más tarde, después de la intervención del capitán del barco con el que había llegado, decidió solicitar permiso para instalarse como pintor. Después de negarle este permiso, decidió ir a Nueva Orleans, donde no se sabe a ciencia cierta si llegó a establecerse. Lo que sí está comprobado es que poco tiempo después, se encontraba en Santo Domingo al servicio del rey de Francia. A esta época pertenecen los cuadros Baile de negros y Peluquería de negros, que representan un avance inmenso en la obra de Calbó, acercándose al exotismo que triunfaría en Europa un siglo más tarde. 
En 1790 vuelve definitivamente a Menorca, dónde se dedica otra vez a la pintura y a la docencia. Durante estos últimos años de trabajo, realiza una serie de dibujos con pluma sobre los trabajos habituales de la época (representando mariscadores, labradores, picapedreros...). Durante este período también recopila diversos tratados dedicados a sus alumnos, manuscritos de su propia mano en un perfecto menorquín y acompañados de precisos dibujos.
En 1812 sufre una parálisis en ambas manos, que le obliga a dejar la pintura. Cinco años después, muere en su casa, a los 65 años, y es enterrado en el panteón que poseía su familia en el antiguo recinto del Cementerio Católico de la Ciudad de Mahón.

## Obra
Su trabajo artístico, en pintura y literatura, no ha sido suficientemente reconocido.  
En cuanto a su obra pictórica, está influenciado por su primer maestro, Chiesa, del que adquiere su gusto por la fidelidad, minuciosidad, objetividad y realismo. Durante su estancia en Roma, Calbó se convierte en un claro admirador de Anton Raphael Mengs, al que considera un modelo a seguir. Esto queda demostrado con la copia, en 1779, de las obras más famosas de este artista, como el Parnaso de Villa Albani y las pinturas murales de la Sala de los Papiros, de la Biblioteca Apostólica Vaticana.
Pueden diferenciarse tres vertientes en su obra pictórica, según su temática y estilo:

### Obras de carácter religioso
Podemos destacar dos esbozos para la decoración al fresco de un arco representando las Virtudes Teologales y un retablo de la capilla privada de s’Aranjaça, actualmente en el Ateneo de Mahón. Las obras comprendidas en esta vertiente, tienen un carácter didáctico. 

### Paisajes
Se conservan poco ejemplos de estos temas, aunque el pintor tiende a imitar fielmente la naturaleza. No obstante, el color se aleja de la realidad dando un tono apagado y grisáceo, otorgando a sus obras una sensación soñadora. La utilización de tonos verdosos, así como la de fondos nublosos y figuras humanas muy iluminadas hacen que entre su obra y la de Michele Pagano existan ciertas similitudes.

### Retratos
En los retratos es donde se demuestra claramente su domino de las diversas técnicas, lo que le permite profundizar plenamente en la psicología de las personas retratadas. Este es el motivo por el cual los retratos son la obra más destacada del pintor. Hay que destacar dos tipos de retrato: el oficial y el de personajes.

## Fechas importantes
Años 1770 a 1774: Enriquece su formación en la Academia de Bellas Artes de Venecia.
Año 1774: Elegido pensionario de Su Majestad Imperial María Teresa de Austria.
Años 1774 a 1778: Estudia en la Academia de Francia en Roma. 
Año 1778: Emprende su viaje hacia Viena.
Año 1779: Nombramiento como dibujante de la corte vienesa en la Galería Imperial de Belvedere. Este mismo año empieza a trabajar en la Galería Imperial de Arte de Belvedere.
Año 1780: Vuelve a su ciudad natal: Mahón.
Año 1787: Después de que su estado de salud empeorase, a causa de su progresiva melancolía, decide marcharse a América en barco rumbo a La Habana.
Año 1790: Calbó abandona América para volver definitivamente a Menorca.

Después de su muerte:
Año 1866: El Ayuntamiento de Mahón lo nombra hijo ilustre y acuerda colocar su retrato en la sala de sesiones de las Casas Consistoriales.
Año 1912: Se coloca en la Galería de Menorquines Ilustres del Ayuntamiento una copia del autorretrato realizada por Francesc Hernández Sanz.